# HMS Active (F171)
La HMS Active (F171) fue una fragata Tipo 21 (o clase Amazon) de la Royal Navy (RN). Fue puesta en gradas en 1971, botada en 1972 y asignada en 1977. Fue de baja en 1994 y transferida a Pakistán como PNS Shah Jahan.

## Construcción y características
La fragata Active fue puesta en grada el 23 de julio de 1971 en el astillero Vosper Thornycroft Ltd. de Southampton y fue botada el 23 de noviembre de 1972. Finalmente fue asignada a la Marina Real el 17 de junio de 1977.
La Active tenía un desplazamiento de 2750 toneladas con carga estándar y hasta 3250 t a plena carga. Era propulsado por un sistema COGOG, compuesto por dos turbinas de gas Rolls-Royce Olympus TM3B de 56 000 caballos de fuerza de vapor (bhp) y otras dos turbinas, también de gas, Rolls-Royce Tyne RM1A de 8500 bhp.
Su armamento consistía en un cuatro lanzadores de misiles antibuque Exocet, un lanzador cuádruple de misiles antiaéreos Sea Cat, un cañón Mk 8 de calibre 114 mm y dos cañones simples de 20 mm.

## Historia de servicio
El HMS Active participó de la guerra de las Malvinas bajo el mando del comandante P. C. B. Canter. Zarpó el lunes 10 de mayo integrando un grupo liderado por el crucero ligero HMS Bristol. Entre el 18 y 19 de mayo recaló brevemente en la isla Ascensión para reabastecer y continuar. El miércoles 26 de mayo —durante la batalla de San Carlos— se unió a la Fuerza de Tareas 317, que mantenía la Zona de Exclusión Total.
El 12 de junio, la fragata Active proporcionó apoyo de fuego con su cañón de 114 mm a las fuerzas terrestres británicas durante la batalla por Puerto Argentino.